# Бріоексплеренти
Бріоексплер́енти — (грец. βρύο — мох та лат. explere — виповнюючий). Верхоспорогонні мохи, зрідка печіночники, які здатні як швидко захоплювати субстрати, так і звільняти їх під конкурентним тиском з боку інших організмів.За цими ознаками вони відрізняються від інших типів життєвої стратегії мохоподібних - від  бріопатієнтів    та бріовіолентів.
Розрізняють два типи бріоексплерентів:
- Бріоексплеренти ценотичні — це види, які поселяються у довго існуючих, характерних для них екотопах і ценозах. До них належать однорічні епігейні види з статевим розмноженням, життєвими формами дернина щільна та нещільна, з повним моноспорогонічним життєвим циклом (прискорений варіант).
- Бріоексплеренти піонерні — це види, які здатні швидко захоплювати недавно створені субстрати, на яких відсутній рослинний покрив — свіжовідслонені ґрунти, піски, гірські породи та інші природні та подібні антропогенні субстрати. Це одно- або багаторічники. Звичайно з виводковими органами, життєвими формами — дернини нещільна та подушкоподібна, подушка, килим сланевий, з життєвими циклами — повний моноспорогонічний, скорочений (вегетативний), змішаний (вегетативно-статевий).

Крім бріоексплерентів виділяють інші типи життєвої стратегії - бріовіоленти та бріопатієнти.